# Ахмад II аль-Акхал
Ахмад II ібн Абу'л-Футух Юсуф аль-Кальбі аль-Акхал (д/н–1037) — 9-й емір Сицилійського емірату в 1019—1036 роках. За його панування починається занепад держави.

## Життєпис
Походив з династії Кальбітів. Син еміра Юсуфа, який 989 року зрікся на користь сина Джа'фара. У 1019 році внаслідок повстання в Палермо емір Джа'фар II загинув. Юсуф аль-Кальбі, що був ще живим тоді, оголосив Ахмада новим еміром Сицилії. З великими труднощами він придушив повстання.
Протягом усього правління мусив придушувати різні повстання арабів і берберів. Останні в свою чергу зверталися по допомогу до Зірідів і Візантії, чим послаблювали державу. У 1035 році повстав небіж еміра Джа'фар, що звернувся по допомогу до зірідів. Втім ще до прибуття ворожих військ Ахмад II переміг небожа.
У 1036 році на острові висадилося військо Зірідів на чолі з Абдаллахом, сином еміра Аль-Муїзза ібн Бадіса. Ахмад II зазнав поразки, втративши трон. Тоді він звернувся по допомогу до берберів і Візантії. Втім у 1037 році загинув.